# Allan Jay
Allan Louis Neville Jay (Londra, 30 giugno 1931 – 5 marzo 2023) è stato uno schermidore britannico, vincitore di due medaglie d'argento nella scherma ai giochi olimpici.
Jay è morto nel 2023, per complicazioni da Covid-19.